# Râul Ucișoara Seacă
Râul Ucișoara Seacă este un curs de apă, afluent al râul Ucea.  

## Hărți
- Harta Munții Făgăraș  Arhivat în 8 septembrie 2013, la Wayback Machine.
- Harta Județului Brașov